# Ludmiła Szarkowska
Ludmiła Szarkowska z Ostaszewskich (ur. 1921, zm. 17 listopada 1965 w Madison, USA) – jedna z czołowych biochemików polskich, autorka prac naukowych, docent dr hab. w Instytucie Biochemii i Biofizyki PAN,

## Życiorys

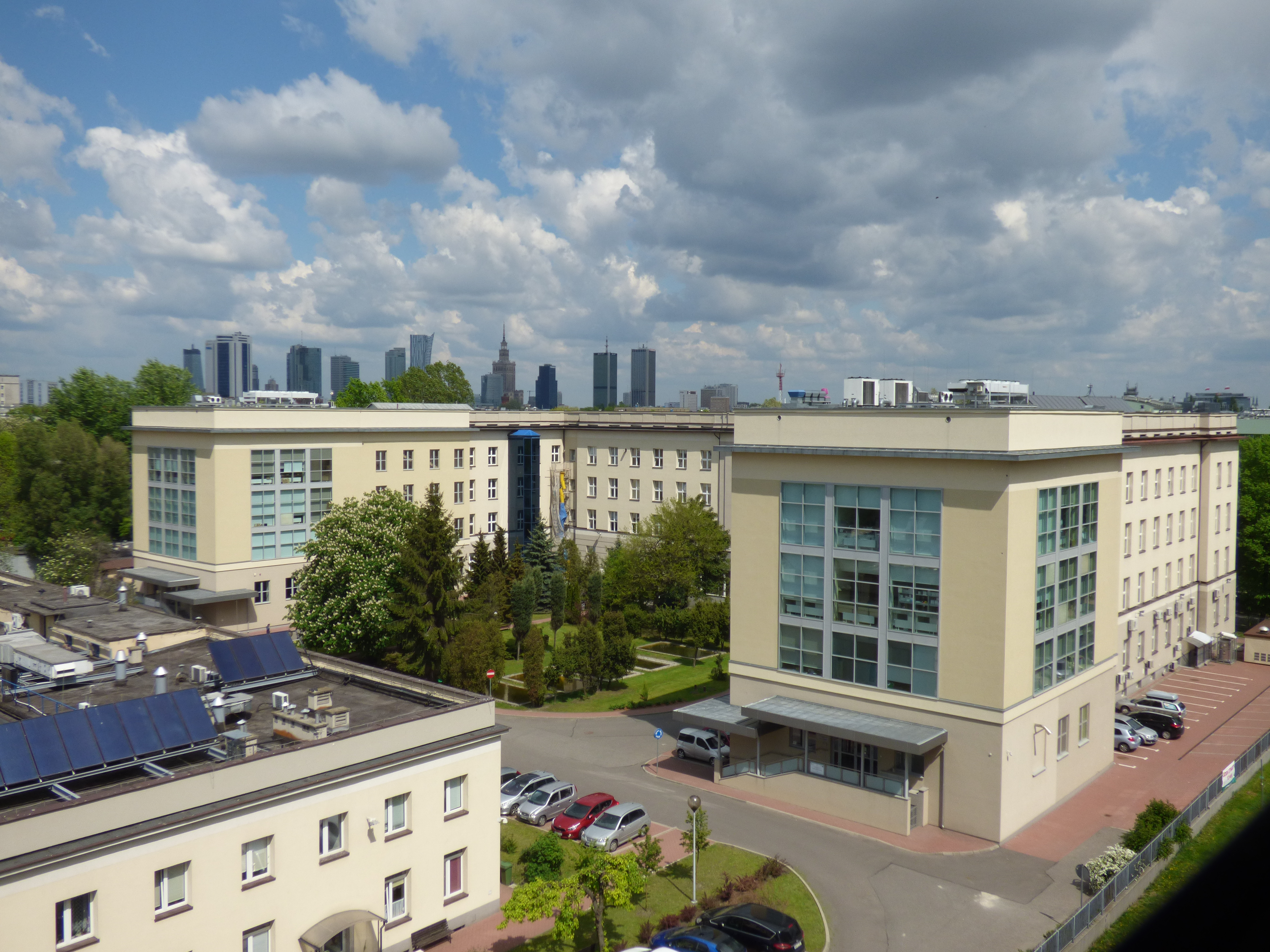
Instytut Biologii Doświadczalnej PAN

Urodziła się w 1921 jako córka Bolesława Aleksandra Ostaszewskiego i Józefy Ludmiły Markowskiej. Jej ojciec, nauczyciel gimnazjalny, był patriotą (m.in. wydawał w drugim obiegu w zaborze rosyjskim pocztówki o tematyce niepodległościowej)..
Do szkół uczęszczała w rodzinnym Pułtusku. W okresie okupacji niemieckiej przebywała w Warszawie. Po wojnie podjęła studia na Wydziale Chemii Politechniki Gdańskiej, gdzie uzyskała dyplom magistra inż. chemii. 
W czasie studiów w 1948 roku rozpoczęła pracę naukową pod kierunkiem profesora Ernesta Syma w pracowni biochemii Instytutu Medycyny Morskiej i Tropikalnej w Gdańsku. W 1950 przeniosła się wraz z pracownią prof. Syma do Akademii Medycznej w Warszawie. Jako pracownik Zakładu Chemii Ogólnej, a następnie Zakładu Chemii Fizjologicznej Akademii Medycznej, zajmowała się dydaktyką i brała udział w pracach organizacyjnych Instytutu Biochemii i Biofizyki PAN, powstającego pod kierunkiem prof. Józefa Hellera. W Instytucie tym pracowała od chwili jego utworzenia w 1957 roku. 
W 1959 uzyskała stopień doktora nauk przyrodniczych w Instytucie Biochemii i Biofizyki PAN.
W 1961 spędziła rok w Instytucie Chemii Fizjologicznej Uniwersytetu w Marburgu. 
W 1963 uzyskała w Instytucie Biologii Doświadczalnej im. Nenckiego stopień docenta na podstawie rozprawy habilitacyjnej pt. “Badania nad ubichinonem i jego funkcją biologiczną”. 
Była kierownikiem Pracowni Oddychania Tkankowego w Instytucie Biochemii i Biofizyki Polskiej Akademii Nauk w Warszawie. 
W 1965 wyjechała na roczny pobyt do Instytutu Enzymologii (Institute for Enzyme Research) na Uniwersytecie Wisconsin w Madison. W przeddzień powrotu do Polski zmarła. Amerykańska agencja prasowa Associated Press doniosła, że popełniła samobójstwo, zażywając cyjanek potasu. Według polskiego wywiadu, poniosła śmierć w tajemniczych okolicznościach. 
Była autorką 45 prac naukowych. Według wspomnienia pośmiertnego, opublikowanego w kwartalniku naukowym "Postępy biochemii" w 1966 r., była "jednym z czołowych biochemików polskich".
Była zamężna z Janem Włodzimierzem Szarkowskim (ur. 24 stycznia 1924, zm. 12 maja 2010), profesorem, współtwórcą Instytutu Biochemii i Biofizyki PAN, i kierownikiem Zakładu Biochemii Porównawczej.